# 普拉达诺斯德奥赫达
普拉达诺斯德奥赫达，是西班牙卡斯蒂利亚-莱昂帕伦西亚省的一个市镇。 总面积21平方公里，总人口232人（2001年），人口密度11人/平方公里。